# Heusden Koers 1952
De 6e editie van de Belgische wielerwedstrijd Heusden Koers werd verreden op 13 augustus 1952. De start en finish vonden plaats in Heusden. De winnaar was Léon De Lathouwer, gevolgd door Maurice Mollin en Omer Van Der Voorden.

## Uitslag
| Heusden Koers 1952 |                      |                    |       |
| Plaats             | Naam                 | Ploeg              | Tijd  |
| Winnaar            | Léon De Lathouwer    | Van Hauwaert       | 4u35' |
| 2                  | Maurice Mollin       | Mercier-Hutchinson | z.t.  |
| 3                  | Omer Van Der Voorden | Plume-Vainqueur    | z.t.  |

1929 · 1930-1935 · 1936 · 1937 · 1938 · 1939 · 1952 · 1953 · 1954 · 1955 · 1956 · 1957 · 1958 · 1959 · 1960 · 1961 · 1962 · 1963 · 1964 · 1965 · 1966 · 1967 · 1968 · 1969 · 1970 · 1971 · 1972 · 1973 · 1974 · 1975 · 1976 · 1977 · 1978 · 1979 · 1980 · 1981 · 1982 · 1983 · 1984 · 1985 · 1986 · 1987 · 1988 · 1989 · 1990 · 1991 · 1992 · 1993 · 1994 · 1995 · 1996 · 1997 · 1998 · 1999 · 2000 · 2001 · 2002 · 2003 · 2004 · 2005 · 2006 · 2007 · 2008 · 2009 · 2010 · 2011 · 2012 · 2013 · 2014 · 2015 · 2016 · 2017 · 2018 · 2019 · 2020 · 2021 · 2022 · 2023